# فيجوال بيسك للتطبيقات
فيجوال بيسك فور أبلكيشنز أو فيجوال بيسك للتطبيقات (بالإنجليزية: Visual Basic for Applications وتختصر إلى VBA)‏ هي بيئة لمايكروسوفت فيجوال بيسك، لغة البرمجة الحديثية وكل ما يتصل بها في بيئة التطوير المتكاملة الموجودة في معظم تطبيقات مايكروسوفت أوفيس. تمكن المطورين من برمجة حلول مخصصة باستخدام مايكروسوفت فيجوال بيسك. تمت إضافته لتطبيقات أوفيس في أبل ماك أو إس إكس منذ عام 2004 وتطبيقات مايكروسوفت الأخرى، مثل مايكروسوفت ماببوينت ومايكروسوفت فيسو؛ بالإضافة إلى تطبيقها جزئيا على الأقل مع العديد من التطبيقات مثل أوتوكاد، وورد بيرفكت.

## وصلات خارجية
- صفحة فيجوال بيسك فور أبلكيشنز في مايكروسوفت.
- مدونة فريق فيجوال بيسك فور أبلكيشنز.